# Lokotunjailurus
Lokotunjailurus — вимерлий рід шаблезубих котів (Machairodontinae), який існував у Кенії та Чаді в епоху міоцену.
Локотунджайлурус був ростом приблизно з левицю, ≈ 90 см у плечах, але був значно легший за тілом через довші ноги та більш граціозне тіло. Його внутрішні кігті були особливо великими пропорційно його тілу і були більшими, ніж у значно більшого лева, що свідчить про те, що він досить сильно покладався на них для боротьби зі здобиччю.
Типовий вид L. emageritus був задокументований Ларсом Верделіном на основі скам'янілостей, знайдених у Лотагамі у Кенії.
Другий вид L. fanonei був описаний із скам'янілостей, знайдених у формації Торос-Меналла в пустелі Джураб у Чаді. Відклади датуються пізнім міоценом (7 млн років тому).